# Cameleon

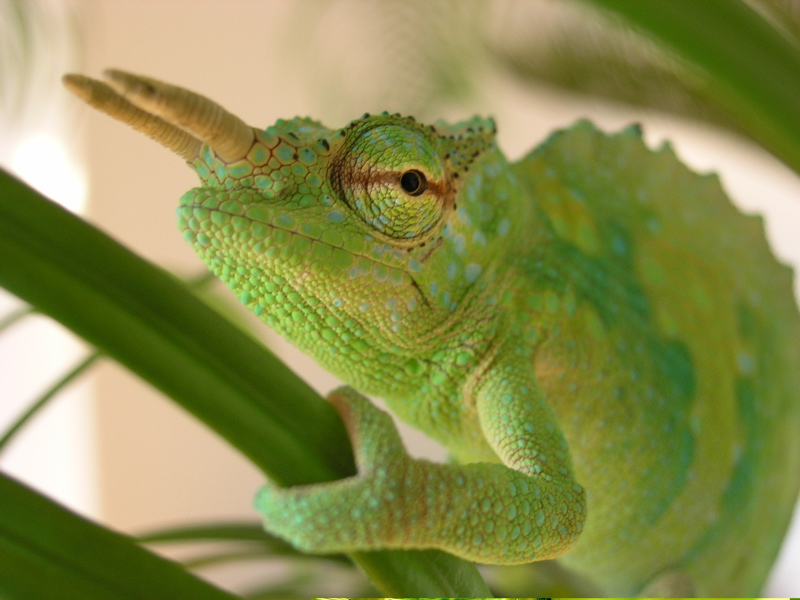
Cameleon

Cameleonul  este o reptilă (din familia Chamaeleonidae) arboricolă și insectivoră din regiunile tropicale, cu gheare asemenea unui clește, care o ajută să se prindă de copaci. În prezent sunt cunoscute 160 de specii, cameleonii făcând parte din rândul speciilor de animale periclitate.
Singuratic, cameleonul trăiește în copaci, dar este capabil să alerge rapid în cazul în care este amenințat. Adaptat la viața arboricolă și la vânătoarea de insecte, cameleonul are corpul puternic comprimat lateral, iar degetele picioarelor sunt orientate în două laturi opuse, formând un clește,cu care se prinde de ramurile copacilor.
Aproape jumătate din speciile de cameleoni de pe pământ trăiesc în insula Madagascar (Africa). Această comunitate de cameleoni este cea mai mare din lume, fiind unică și prin faptul că numără 59 de specii diferite, care nu se găsesc decât în Madagascar.